# Смертні машини (фільм)
«Сме́ртні маши́ни» (англ. Mortal Engines) — новозеландсько-американський науково-фантастичний фільм 2018 року у жанрі стімпанк режисера Христіана Ріверса. Знятий на основі однойменного роману Філіпа Ріва.

## Сюжет
Події фільму відбуваються через багато століть після фантастичної «Шестидесятихвилинної війни», після якої настала «Ера Руху». По всій Землі міста вирвали себе із землі і стали на колеса. Світ живе за законами «муніципального дарвінізму»: міста кружляють Мисливськими землями і «пожирають» одне одного. Зруйнована після ядерної війни цивілізація відновилася фрагментами і нерівномірно. Землю борознять рухомі міста, що мають величезні щелепи. Ідеологія муніципального дарвінізму наказує населеним пунктам «з'їдати» одне одного. Корпус з'їденого міста розрізається і йде на переплавку, майно привласнюється, мешканці приєднуються до нижчих каст населення-переможця або стають рабами, повільно вмираючими від непосильної праці.
Але й після смерті нещасні не завжди знаходять спокій. Іноді їх перетворюють на сталкерів — позбавлених почуттів і пам'яті людиномашин. У світі рухомих міст немає ні одержимих ідеєю порятунку людства супергероїв, ні мегазлодіїв. Як і в реальності, тут переважають звичайні жителі. Вони ходять на роботу, зраджують дружин, піклуються про діточок, захлинаючись, читають бульварні романи. І при цьому щиро вважають, що «їсти» інших добре, а «бути з'їденим» погано, а багатий і сильний завжди правий, поки не став бідним і слабким. Брак ресурсів змушує містян-кочівників дотримуватися цієї нехитрої моралі, а забуття християнських догматів позбавляє її звичного святенницького покриву.
На територіях, вільних від муніципального дарвінізму, подібного свавілля не спостерігається, але тільки до певного часу. Зрештою, симпатичне осіле населення влаштовує таке, про що самі ненажерливі мегаполіси на зразок Лондона та Архангельська могли тільки мріяти.
Коли «здобичі» стає зовсім мало, рухомий мегаполіс Лондон вдається до жахливої зброї Пращурів. З її допомогою він має намір знищити міста Ліги противників руху, а потім дістатися до Марса, Сонця і зірок. Головні герої роману, Том і Естер, опинившись на Відкритій території, потрапляють то на піратську платформу, то в Повітряну Гавань, то на Щит-Стіну, але обидва — кожен зі своєї причини — прагнуть повернутися на борт Лондона.

## У ролях
- Роберт Шіен // Том Натсворті
- Гера Гілмер // Естер Шоу
- Г'юго Вівінг // Таддеус Валентайн
- Джіхає // Анна Фанг
- Стівен Ленг // Шрайк
- Лейла Джордж // Кетрін Валентайн
- Ронан Рафтері // Бевіс Под
- Патрік Малагайд // Магнум Кром
- Колін Селмон // Чадледж Померой
- Редже-Джін Пейдж // капітан Хора
- Френкі Адамс // Ясміна
- Марк Гадлоу // Орме Райленд
- Софі Кокс // Клайті Поттс
- Аарон Джексон // Генч
- Стівен Уре // Пемзі
- Кі Чан // губернатор Кван
- Марк Мітчінсон // Вамбрейс.